# BootX (Linux)
BootX is een grafische bootloader ontwikkeld door Benjamin Herrenschmidt die het mogelijk maakt om Linux te booten op oudere Old World ROM Macintosh-computers vanuit Mac OS 8 en Mac OS 9. Het wordt niet verder ontwikkeld door de originele ontwikkelaar en werkt niet met recente hardware. Het is echter nog steeds beschikbaar en verdere ontwikkeling zou mogelijk zijn. Het is een van de drie Linux-bootloaders die kunnen gebruikt worden op de meeste Old World Applecomputers. De andere zijn:
- miBoot (meegeleverd, maar ook onafhankelijk ontwikkeld door Jeff Carr van LinuxPPC, Inc.)
- quik (voor New World ROM Apple computers)

Mac gebruikt een andere bootloader om Linux op te starten, namelijk yaboot.